# Андріївська селищна рада (Слов'янський район)
Андрі́ївська се́лищна ра́да — колишня адміністративно-територіальна одиниця та орган місцевого самоврядування у ліквідованому Слов'янському районі Донецької області. Адміністративний центр — селище міського типу Андріївка.
25 жовтня 2020 року була реорганізована та приєднана до Слов‘янської міської громади.

## Загальні відомості
- Населення ради: 949 осіб (станом на 1 січня 2011 року)

## Населені пункти
Селищній раді підпорядковані населені пункти:
- смт Андріївка

## Склад ради
Рада складається з 16 депутатів та голови.
- Голова ради: Морокко Лілія Іванівна
- Секретар ради: Вінниченко Ольга Григорівна

### Керівний склад попередніх скликань
| Прізвище, ім'я, по батькові | Основні відомості                                                        | Дата обрання | Дата звільнення |
| --------------------------- | ------------------------------------------------------------------------ | ------------ | --------------- |
| Морокко Лілія Іванівна      | Селищний голова, 1956 року народження, освіта вища, член Партії регіонів | 26.03.2006   | 31.10.2010      |
| Морокко Лілія Іванівна      | Селищний голова, 1956 року народження, освіта вища, член Партії регіонів | 31.10.2010   |                 |

Примітка: таблиця складена за даними сайту Верховної Ради України

### Депутати
За результатами місцевих виборів 2010 року депутатами ради стали:

#### За суб'єктами висування
| Суб'єкт висування | Кількість обраних депутатів | %    |
| ----------------- | --------------------------- | ---- |
| Партія регіонів   | 14                          | 87,5 |
| Самовисування     | 2                           | 12,5 |

#### За округами
| № округу        | Прізвище, ім'я, по батькові    | Дата визнання обраним | Освіта             | Партійна приналежність    | Відомості про обраного депутата                            |
| --------------- | ------------------------------ | --------------------- | ------------------ | ------------------------- | ---------------------------------------------------------- |
| Партія регіонів |                                |                       |                    |                           |                                                            |
| 1               | Костенко Ірина Володимирівна   | 03.11.2010            | середня            | член Партії регіонів      | тимчасово не працює                                        |
| 2               | Смоляр Зінаїда Олексіївна      | 03.11.2010            | середня            | член Партії регіонів      | міське комунальне господарство, технічний працівник        |
| 3               | Медяник Андрій Федорович       | 03.11.2010            | середня            | член Партії регіонів      | Локомотивне депо ст. Слов'янськ, слюсар                    |
| 4               | Вертела Микола Володимирович   | 03.11.2010            | вища               | член Партії регіонів      | Головне управління державного казначейства, спеціаліст     |
| 6               | Вінниченко Ольга Григорівна    | 03.11.2010            | середня спеціальна | член Партії регіонів      | Андріївська селищна рада, секретар                         |
| 7               | Валковська Юлія Віталіївна     | 03.11.2010            | середня            | член Партії регіонів      | Відділ соціального захисту населення, соціальний працівник |
| 8               | Хованська Олена Федорівна      | 03.11.2010            | середня            | член Партії регіонів      | дитячий садок"Колосок", двірник                            |
| 10              | Білогуров Сергій Валерійович   | 03.11.2010            | вища               | член Партії регіонів      | приватний підприємець                                      |
| 11              | Котлярова Тамара Анатоліївна   | 03.11.2010            | вища               | член Партії регіонів      | тимчасово не працює                                        |
| 12              | Моїсеєнко Наталія Валеріївна   | 03.11.2010            | вища               | член Партії регіонів      | Андріївська селищна рада, бухгалтер                        |
| 13              | Котляров Володимир Валерійович | 03.11.2010            | вища               | член Партії регіонів      | приватне підприємство                                      |
| 14              | Шнурко Михайло Володимирович   | 03.11.2010            | вища               | член Партії регіонів      | приватне підприємство                                      |
| 15              | Коваленко Олена Іванівна       | 03.11.2010            | середня            | член Партії регіонів      | тимчасово не працює                                        |
| 16              | Рубан Сергій Павлович          | 03.11.2010            | середня            | член Партії регіонів      | пенсіонер                                                  |
| Самовисування   |                                |                       |                    |                           |                                                            |
| 5               | Мороз Світлана Олексіївна      | 03.11.2010            | вища               | позапартійна              | професійне технічне училище № 15, викладач                 |
| 9               | Стешенко Михайло Артемович     | 03.11.2010            | середня            | член Партії «ВІДРОДЖЕННЯ» | пенсіонер                                                  |